# Complexe ESPN Wide World of Sports
L'ESPN Wide World of Sports Complex (anciennement Disney's Wide World of Sports) est un complexe sportif ouvert le 1er mai 1997 au Walt Disney World Resort en Floride. En 2010, il a été renommé ESPN, filiale de Disney spécialisée dans le sport.

## Historique
| Avant le renommage |

La construction débuta en août 1995 au sud de la propriété le long de l'US 192 sur une parcelle de 80 ha. Le principe est de permettre aux nombreuses équipes de sports le désirant de s'entraîner à Walt Disney World Resort et de profiter de l'énorme espace hôtelier ou des parcs à thèmes. Il est aussi possible d'organiser des événements sportifs. À l'origine plus de 25 sports différents pouvaient être pratiqués dans ce complexe, actuellement ce sont plus de 30 sports et disciplines. En février 1996, les Braves d'Atlanta ont signé un contrat de 20 ans pour tenir leur entraînement printanier dans le complexe,.
La cérémonie d'ouverture a eu lieu le 28 mars 1997 par un match de démonstration entre les Atlanta Braves et les Reds de Cincinnati et l'ouverture au public à partir de mai.
Une partie commune de 2 ha sert de centre au complexe. L'architecte David M Schwartz de Washington DC a conçu un style architectural appelé Picturesque Floridien. Il utilise une base hispanique californienne avec des couleurs sable-crème et bleu-vert. Trois bâtiments ont été construits : le grand stade de baseball de 7 500 places, un gymnase de 5 000 places et l’All-Stars Cafe.
Le bâtiment du stade de baseball accueille les services généraux et deux boutiques appelées Disney's Clubhouse et D Sports.
En 2003, le complexe fut agrandi de 8 ha grâce au mécénat de la société de station-service Hess.
Le complexe est associé à des événements sportifs au Disney's Speedway (Indy Racing League), ou aux nombreux terrains de golf (utilisés depuis 1971 comme épreuve du PGA Tour). L'équipe professionnelle Atlanta Braves utilise les équipements du Disney's Wide World of Sports comme zone d'entraînement estival depuis l'ouverture en 1995.
Le 10 juin 2008, Walt Disney World Resort annonce l'ouverture prochaine d'un bowling de 100 pistes au sein du Wide World of Sports. Ce projet n'a toujours été réalisé en 2016.
Le 5 novembre 2009, Disney annonce que le complexe sera renommé ESPN le 25 février 2010.
Le 3 mars 2011, grâce à un partenariat avec HP, le gymnase Milk House de 165 000 pieds carrés (15 329 m2) est renommé HP Field House et comprend un stand de photo commémorative.
Le 29 novembre 2011, Disney annonce un agrandissement de 25 acres (101 171 m2) du complexe pour début 2012 avec des terrains pour le football américain, le football, la crosse et le hockey sur gazon.
Le 27 janvier 2016, Disney World prévoit la construction d'un hall sportif de 286 000 pieds carrés (26 570 m2) au ESPN Wide World of Sports Complex. Le 5 février 2016, Disney dévoile la fonction de nouvelle halle sportive annoncée en janvier, les compétitions de Pom-pom girl. Le 2 août 2017, d'après un rapport que c'est procuré le magazine Forbes, Disney envisagerait d'accueillir des compétitions de sport électronique au sein du ESPN Wide World of Sports Complex, peut-être dans la salle omnisports en cours de construction. Le 12 janvier 2018, la salle omnisports dont la construction a débuté en 2016 est finalement ouverte. Dénommée The Arena, elle compte 300 000 pieds carrés (27 871 m2) et 8 000 places (au lieu des 286 000 pieds carrés (26 570 m2) prévus).
Le 25 septembre 2017, les Braves d'Atlanta annoncent quitter le complexe après la saison 2018, les entraînements de printemps s'y déroulaient depuis 20 ans. Le 31 janvier 2018, les Braves d'Atlanta repoussent leur départ après le printemps 2019 en raison d'un retard dans la livraison de leur nouveau centre d'entraînement de printemps à North Port,.
Le 5 juin 2020, après la suspension de la saison NBA 2019-2020 en raison de la pandémie de Covid-19 aux États-Unis, la NBA choisit de reprendre sa saison au ESPN WWS . La ligue organise ainsi une "bulle sanitaire" afin d'assurer la sécurité des joueurs et des staff des équipes participantes .

## Les équipements

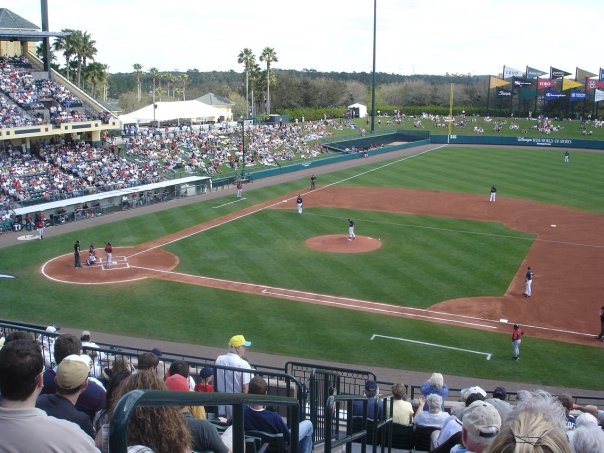
Le Champion Stadium en 2008.

À partir des parkings situés à l'est du complexe, une longue avenue piétonne amène les visiteurs jusqu'au centre de la partie commune. De larges avenues se croisant à angle droit irriguent le complexe.
- Champion Stadium est un stade de baseball de 9 500 places assises. Il constitue l'angle sud-est de la partie commune. Le stade fut nommé Cracker Jack Stadium de 1997 à 2006 puis The Ballpark at Disney's Wide World of Sports en 2007.
- HP Field House (ex-Milk House) est un gymnase de 6 503 m² (278 m² d'espace de compétition) et 5 000 places pour accueillir des matchs de Basket-ball, Handball et tout autre événement. Il constitue l'angle sud-ouest de la partie commune. Depuis 2011, une boutique HP, nommée HP Photo Creation Center a été installée dans le bâtiment.
- All-Star Cafe est un restaurant de 240 places sur le sport utilisant le concept d'ESPN Club ou ESPN Zone avec des retransmissions des matchs du moment. Il constitue l'angle nord-est de la partie commune. Il était tenu par la chaîne Planet Hollywood depuis son ouverture le 26 février 1998 jusqu'en mars 2000, quand Disney reprit la charge du bail.
- Baseball Quadraplex est un ensemble de quatre terrains de baseball professionnel situé à l'extrême sud-est du complexe.
- Diamondplex est un autre ensemble de quatre terrains de baseball mais ici non professionnel. Il sert principalement pour le softball. Il est situé à l'extrême sud-ouest du complexe.
- Youth Baseball complex sont deux terrains de baseball pour les jeunes situés entre le Diamondplex et le complexe de tennis. Un diamant d'entraînement pour le baseball complète le situe à l'extrême est après le Baseball Quadraplex.
- Town Green est un lieu de stands provisoires pour les événements liés au milieu sportif situé entre la partie commune et le complexe de tennis.
- Tennis Complex est un ensemble de 10 terrains de tennis dont un avec des gradins, situé au sud de la partie centrale.
- Soccer/Football Complex est un ensemble de cinq terrains pour pratiquer le football (américain et européen) et autres sports sur gazons. Quatre terrains sont situés dans le prolongement de la partie commune, le cinquième occupe un angle de cette dernière. À l'origine un bâtiment était prévu pour les sports de salles mais ne fut jamais construit.
- Situé entre le complexe de football et le diamondplex le terrain baptisé Sports Experience remplace quatre terrains de beach-volley.
- Le complexe Track and Field est un stade d'athlétisme avec une piste de course et des espaces pour les lancers de javelot, poids ou marteau. Il est situé après le complexe de football dans le prolongement de la partie commune.
- Hess Sports Field est un autre ensemble de quatre terrains de sports multi-fonctions avec quatre diamants de baseball au centre. Les terrains de sports peuvent être utilisés comme pelouse pour faire un terrain de baseball complet.
- Jostens Center est un gymnase couvert de 7 432 m² (dont 4 162 m² prévu pour la compétition) et 1 200 places ouvert à l'été 2008. Il a été construit derrière le All-Star Cafe et est prévu pour de nombreux sports dont : le basketball, le volleyball, la lutte, les arts martiaux, la gymnastique, les compétitions de pom-pom girl[16]...

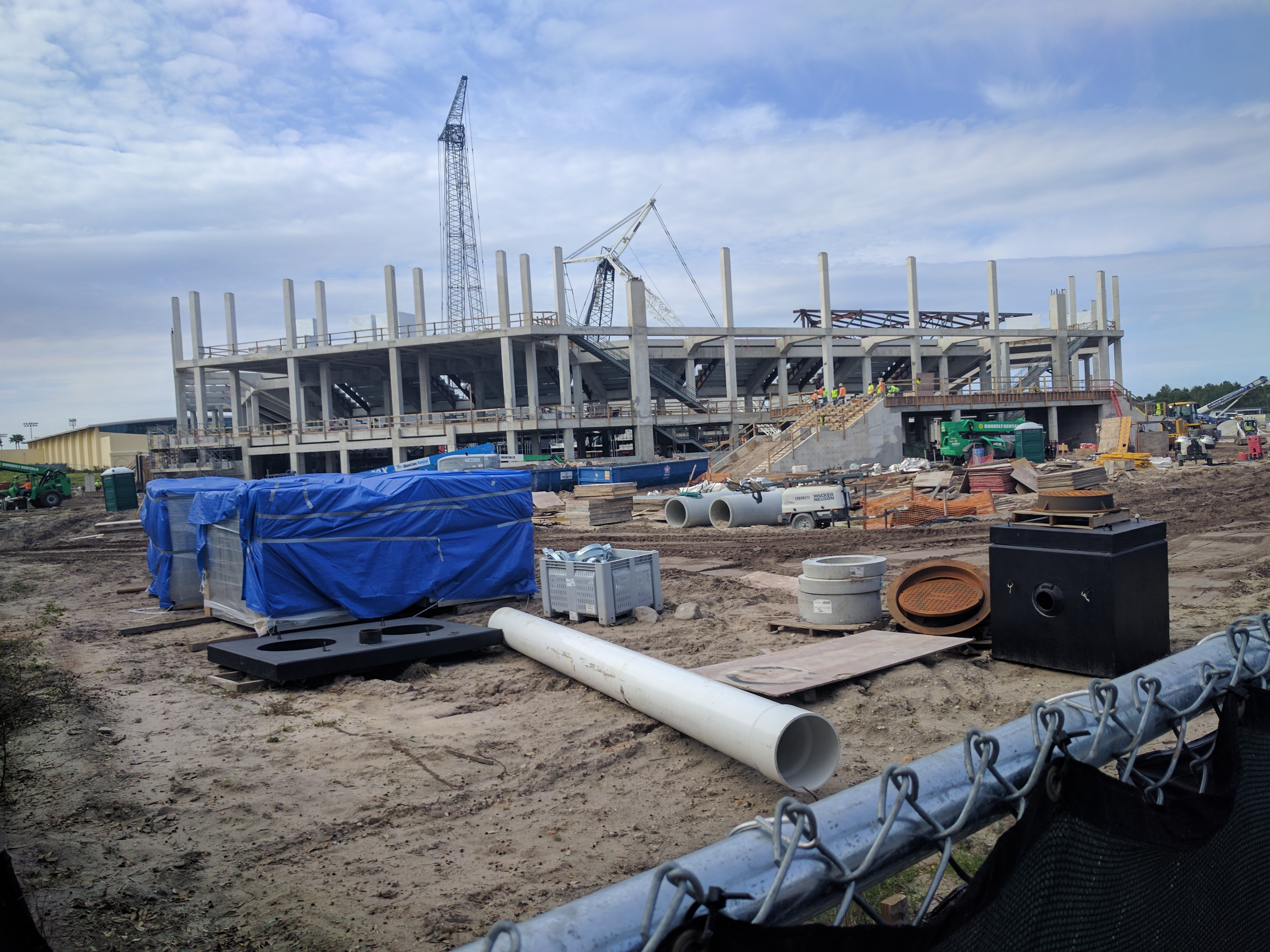
The Arena en construction en janvier 2017.

- The Arena est une salle omnisports ouverte le 12 janvier 2018 de 300 000 pieds carrés (27 871 m2) et 8 000 places[10] située à l'entrée nord du complexe prévue pour les toutes sortes de compétitions dont celles pom-pom girl mais aussi de sport électronique

## Polémique sur des droits d'auteurs
La cour fédérale de Floride fut amenée à juger un cas de vol d'idée concernant ce complexe. En août 2000, Nicholas Stracick, un joueur de baseball à la retraite et son partenaire financier Edward Russell, un architecte canadien, accusèrent Disney de leur avoir volé leur concept.
Ils ont déclaré avoir contacté en 1987 les responsables de Disney pour un projet de complexe sportif multi-sports (environ une trentaine de sports). L'offre fut rejetée en 1989, trop rapidement d'après les critères des deux plaignants. Et en 1997, le complexe de Disney's Wide World of Sports ouvre ses portes avec une ressemblance frappante avec leurs propres plans.
Deux des "meilleurs" avocats américains de l'époque choisirent de défendre Stracick et Russell contre Disney. Mais à la différence de nombreux procès intentés contre Disney, celui-ci dut aller jusqu'au verdict final, aucun accord entre les parties n'ayant pu être trouvé. Le jugement fut donné en faveur de Disney : les plans présentés par les plaignants n'ont pas été considérés par le jury comme étant proches ou identiques à ceux de Disney et l'idée d'un complexe sportif ne peut être considéré comme une œuvre de l'esprit, soumise à des droits de propriété.

## Logos

Logo de 2004 à 2007
Logo de 2007 à 2010.
Logo depuis 2010.